# Francisco Javier Carvajal Ferrer
Francisco Javier Carvajal Ferrer (Barcelona, 1926 - 14 de juny de 2013) va ser un arquitecte català.
Va ser professor emèrit de l'Escola Tècnica Superior d'Arquitectura de Madrid. Com a arquitecte, les seves obres més representatives són: la Torre de València, la seu de l'Organització Mundial del Turisme, ambdues a Madrid; el pavelló espanyol de la Fira de Nova York del 1966 i la Biblioteca Imperial de Teheran. Va ser un dels membres fundadors del SEDI i ha dissenyat objectes litúrgics, mobles i parament per a la llar.
També va treballar d'interiorista per a firmes com Loewe, per a la qual va dissenyar una cadira de braços (1959). Entre els seus mobles destaquen els dissenyats per al pavelló espanyol de la Fira de Nova York, entre els quals la cadira giratòria "Granada" (1966) o el joc de coberts "Son Vida" (1966).